# DALNet.RU
DALNet.RU — упразднённое русскоязычное ответвление сети DALnet. Оно было основано в марте 1998 года выходцами из международной IRC-сети DALnet. Ответвление использует серверное ПО сети EFNet, дополненное возможностями использования русскоязычных имён пользователей и каналов сети.
Сеть являлась второй русскоязычной сетью по количеству пользователей.
Лозунг сети: «IRC — не право, это привилегия».
Создателями сети выступили  _NFS_ (Самара), MOSSs (Самара), впоследствии к ним присоединился Hetfield_ (Москва), который также являлся основателем сети IRCline.
В 2001 году координатором сети стал netspike, при котором DALNet.RU получает новый импульс развития.
В процессе расширения сеть разделилась на две части из-за смены ПО: бо́льшая часть серверов заменила программное обеспечение на IRCD-Hybrid и стала использовать домен DALNet.RU, меньшая часть — UnrealIRCd осталась на домене Dal.Net.RU. Обе сети считают себя преемником старого «русского далнета». В 2008 году из-за путаницы в названиях сеть Dal.Net.RU было решено переименовать в IRCLine.
Начиная с 2005 года популярность DALNet.RU (относительно конкурирующих) несколько снижается, хотя она всё ещё остаётся третьей русскоязычной сетью.
Сервер DALNet.RU на данный момент (23 августа 2024 года) недоступен. На сайте выводится сообщение «No-no-no :)».
Cервера IRCline.ru и dal.net.ru продолжают работу (проверено: 20.02.2022), для подключения к сети следует использовать адрес irc.ircline.ru.